# Axel Koenders
Axel Koenders (Ouderkerk aan de Amstel, 28 september 1959) was een van de eerste Nederlandse triatleten. Hij was vijfvoudig Nederlands kampioen (1983, 1984, 1986, 1987 en 1989) en viermaal winnaar van de hele triatlon van Almere.  Zijn grootste rivaal was Gregor Stam, die hem in 1985 versloeg.
Voordat de triatlon van Almere werd georganiseerd won hij tweemaal de uithoudingsvierkamp (85 km fietsen, 40 km schaatsen, 3 km zwemmen en 25 km hardlopen op het strand) in Den Haag, die gezien kan worden als voorloper van de triatlon in Nederland. In 1988 won hij ook de Ironman Europe.  Een jaar later veroverde hij de tweede plaats, achter Jürgen Zäck. 
Koenders was tijdens zijn sportieve carrière zeer geïnteresseerd in nieuwe ontwikkelingen binnen de topsport, zoals op het gebied van aerodynamica, waaronder wielerpakken uit één stuk waar tevens in gezwommen kon worden.
Tot juli 2020 had Koenders zijn eigen fitnesscentrum in Ouderkerk aan de Amstel, genaamd Axel Koenders Fit-Service. 
December 2020 is een door de gemeente Ouder-Amstel aangelegde "beweegtuin", aan de Rembrandt van Rijnweg in Ouderkerk aan de Amstel, naar hem vernoemd: het Axel Koenders Fitpark. 

## Titels
- Europees kampioen triatlon op de lange afstand - 1987, 1989
- Nederlands kampioen triatlon op de lange afstand - 1983, 1984, 1986, 1987, 1989
- Nederlands kampioen wintertriatlon - 1983, 1984, 1985, 1986, 1987

## Belangrijke prestaties

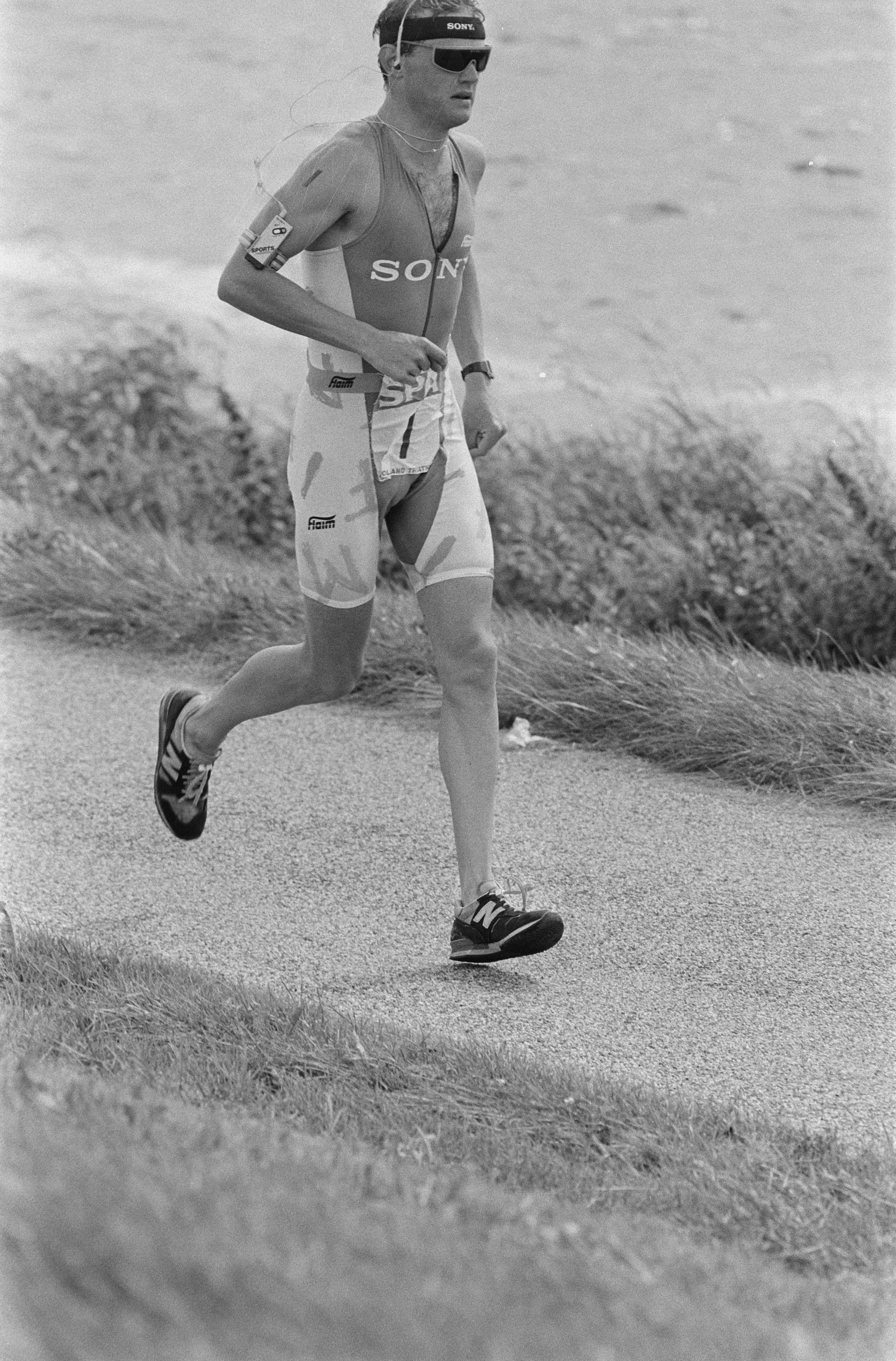
Axel Koenders tijdens de triatlon van Almere in 1987

### triatlon
- 1981:  uithoudingsvierkamp in Den Haag
- 1982:  uithoudingsvierkamp in Den Haag
- 1983:  NK lange afstand in Almere (1e overall) - 9:58.27
- 1984:  NK lange afstand in Almere (1e overall) - 9:25.41
- 1986:  NK lange afstand in Almere (1e overall) - 9:03.24
- 1987:  NK lange afstand in Almere (1e overall) - 8:58.46
- 1987:  EK middenafstand in Roth - 4:00.02
- 1987:  EK lange afstand in Joroinen - 8:36.22
- 1988:  Ironman Europe in Roth
- 1989:  NK winterriatlon in Assen - 5:27.17
- 1989:  NK lange afstand in Almere (2e overall) - 8:35.13
- 1989:  EK lange afstand in Rødekro - 8:26.58
- 1989:  Ironman Europe in Roth